# Gretchen Carlson
Gretchen Elizabeth Carlson, född 21 juni 1966 i Anoka, Minnesota, är en amerikansk TV-kommentator och programledare. 
Carlson föddes i Anoka, Minnesota. Som ung var Carlson en skicklig violinist. 1989 vann hon Miss America-tävlingen. I ett av tävlingsmomenten spelade hon fiol.
År 2000 började hon jobba för CBS. Under några år var hon en av programledarna för lördagsutgåvan av The Early Show. Hon flyttade sedan till Fox News där hon var hon en av programledarna för morgonprogrammet Fox & Friends. 2013 lämnade hon Fox & Friends och blev programledare för The Real Story with Gretchen Carlson, också på Fox News. 
Carlson spelade en TV-programledare i filmen Persecuted (2014). Hon har också publicerat en självbiografi, Getting Real.